# Естре Бланш
Естре Бланш (фр. Estrée-Blanche) насеље је и општина у североисточној Француској у региону Север-Па д Кале, у департману Па де Кале која припада префектури Béthune.
По подацима из 2011. године у општини је живело 949 становника, а густина насељености је износила 178,38 становника/km². Општина се простире на површини од 5,32 km². Налази се на средњој надморској висини од 43 метара (максималној 99 m, а минималној 37 m).

## Демографија
| 1962. | 1968. | 1975. | 1982. | 1990. | 1999. | 2011. |
| ----- | ----- | ----- | ----- | ----- | ----- | ----- |
| 1.022 | 1.093 | 1.068 | 1.005 | 988   | 928   | 949   |

График промене броја становника у току последњих година